# Melanotaenium jaapii
Melanotaenium jaapii är en svampart som beskrevs av Magnus 1911. Melanotaenium jaapii ingår i släktet Melanotaenium och familjen Melanotaeniaceae.   Inga underarter finns listade i Catalogue of Life.